# لهجة طورية
اللهجة الطورية أو الطورانية سمّيت كذلك نسبةً إلى طور عبدين جنوب شرق تركيا الحالية، حيث حافظ الآراميون السريان الذين قطنوا هذا الإقليم ولا يزالون ومركزه مديات على لغتهم السريانية، بلهجة جبلية غربية تلفظ لديهم (الزقاف): زقوفو . والألّف: أولف فيقولون:
للباب: ترعو
وللأرض: أرعو
سلام: شلومو
وهكذا بعكس لهجة السورث ومعلولا الشرقيتين حيث تلفظ الألف ألف والزقاف زقافا فيقولون ترعا . أرعا . شلاما ... الخ